# Спировка (деревня)
Спи́ровка — деревня в составе Великогубского сельского поселения Медвежьегорского района Республики Карелия.

## Общие сведения
Расположена на юго-западном берегу озера Путкозеро.

## Население
| 2002 | 2010 | 2013 |
| ---- | ---- | ---- |
| 3    | ↘0   | →0   |